# 法蘭西的艾瑪
法蘭西的艾瑪（法語：Emma de France，約894年—934年），西法蘭克王后，羅貝爾一世的女兒。
約921年左右，艾瑪和勃艮第的拉烏爾結婚。923年羅貝爾一世去世，拉烏爾以女婿的身份繼承王位，艾瑪成為西法蘭克王后。